# Opération Teardrop
Seconde Guerre mondiale
Batailles
Bataille de l'Atlantique
- Bataille des Caraïbes
- Blocus allié de l'Allemagne
- Guerre météorologique
- Bataille du Rio de la Plata
- Opération Berlin
- Bataille du détroit de Danemark
- Opération Neuland
- Torpedo Alley
- Opération Paukenschlag
- Opération Postmaster
- Opération Cerberus
- Opération Biting
- Opération Chariot
- Bataille du Saint-Laurent
- Opération Frankton
- Bataille de la mer de Barents
- Mai Noir
- Bataille du cap Nord
- Opération Stonewall
- Opération Teardrop

Front d'Europe de l'ouest

Front d'Europe de l'est

Campagnes d'Afrique, du Moyen-Orient et de Méditerranée

Guerre du Pacifique

Guerre sino-japonaise

Théâtre américain

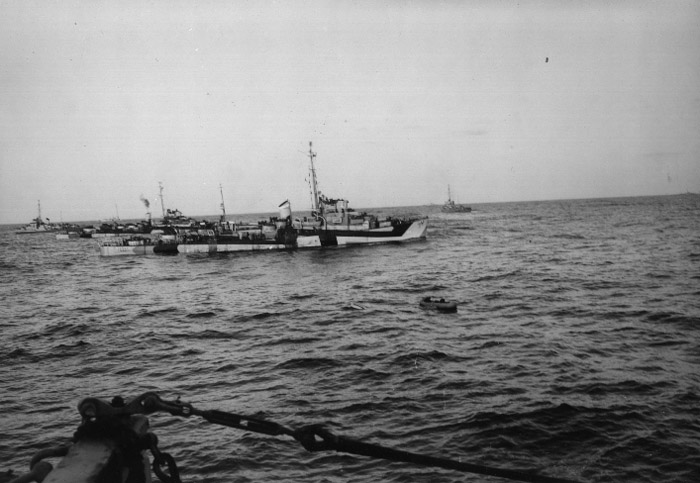
Des rescapés du Unterseeboot 546 au milieu d'une flotte de destroyers.

L’opération Teardrop est une opération de la Marine des États-Unis (United States Navy) menée en avril et mai 1945 lors de la Seconde Guerre mondiale pour couler des sous-marins allemands supposés se rapprocher de la côte américaine, armés de bombes volantes V-1 selon les services de renseignement alliés.

## L'opération
Deux flottes de lutte anti-sous-marine, composées de 4 porte-avions et de 42 destroyers, détruisent cinq U-Boots mais perdent un destroyer d'escorte et 126 tués. 218 marins allemands sont tués et 33 autres capturés.
Huit des survivants de l'équipage du sous-marin allemand U-546 coulé par les Américains sont torturés par des militaires américains[réf. nécessaire]. L'historien Philip K. Lundeberg écrit que le passage à tabac et la torture des survivants était d'une atrocité singulière motivée par le besoin des interrogateurs d'obtenir rapidement des informations car les États-Unis croyaient à l'imminence d'une attaque allemande sur  la côte américaine au moyen de bombes volantes V1. Après la guerre, les Alliés admettent que les sous-marins n'étaient pas porteurs de ces missiles,.
Les deux sous-marins allemands restant dans l'Atlantique Nord se rendent aux Alliés après la signature de la capitulation inconditionnelle du Troisième Reich le 8 mai 1945. 